# Giovanni Guerra
Giovanni Guerra (1544–1618 (74 anos)) foi um desenhista e pintor italiano de Módena que trabalhou em Roma, onde chegou provavelmente por volta de 1562, embora sua presença só esteja documentada a partir de 1583, quando ele afrescou três frisos com figuras alegóricas no Palazzetto Cenci, um projeto modesto para um patrono de pouco prestígio.
Para o cardeal Montalto (que depois seria eleito papa Sisto V), dedicou uma elaborada composição sobre o paraíso místico terrestre (em italiano:  paradiso terrestre mistico), gravada com versos compostos para a ocasião; decorações para a Sala Grande do Palazzo di Sisto V alle Terme da Villa Montalto são também atribuídas a Guerra: em 24 de abril de 1585, o cardeal foi eleito papa com o nome de Sisto V. No ano seguinte, Guerra recebeu uma importante encomenda, o primeiro projeto de Sisto, o afresco de uma escadaria que liga a Capela Sistina, no Palácio Vaticano, à Basílica de São Pedro. Nesta grande empreitada, ele se associou, a partir do início do ano seguinte, com o experiente Cesare Nebbia e os dois continuaram a controlar o cada vez mais time de pintores nas vastas obras de decoração de Sisto V, especialmente no Salone Sistino da Biblioteca Vaticana (completada em 1589), na qual o par foi responsável pelo projeto e supervisão de uma miríade de assistentes: Paul Brill Ventura Salimbeni, Giovanni Battista Ricci, Andrea Lilio, Orazio Gentileschi, Giovanni Battista Pozzo e Avanzino Nucci. Um projeto que Sidney J. Freedberg descarta como "um tema humanista prosaico num estilo acadêmico plano". Guerra pintou menos conforme o projeto caminhava, se concentrando em prover aos demais artistas seus designs, seu ponto forte, e não as cores, seu ponto fraco de acordo com seu primeiro biógrafo, F. Forciroli. Ele conseguiu angariar uma reputação como inventor de projetos, como a série de desenhos sobre a história de Judite (atualmente na Biblioteca Avery]], na Universidade de Colúmbia).
Guerra também forneceu os desenhos para a "Iconologia" de Cesare Ripa (1593) e outros para sua segunda edição romana, expandida, em 1603 que permaneceu em uso por pintores e desenhistas das artes decorativas por mais de um século. Seu próprio pequeno volume de emblemas gravados, Varii Emblemi hierogliphici, foram assinados como "Pittore e Invent". Mais de 300 desenhos de Guerra foram preservados no Louvre e na École nationale supérieure des Beaux-Arts de Paris.